# Constantin Stănici
Constantin Stănici (Bucarest, 17 settembre 1969) è un ex calciatore rumeno, di ruolo centrocampista.

## Palmarès

### Club

#### Competizioni nazionali
- United Soccer Leagues First Division: 1

Minnesota Thunder: 1999